# Asino Zamorano-Leonés
L'asino Zamorano-Leonés è una razza spagnola di asino originaria delle province di Zamora e León, che gli ha dato il nome. Le sue origini sono antiche e legate, come il Poitou baudet, allo sviluppo della produzione di muli nel xix secolo. La razza è gestita dall'Asociación de Ganado Selecto de Raza Zamorano Leonesa, che mantiene il libro genealogico, cerca di mantenere i criteri della razza e lo promuove. È ancora utilizzato per lavori tradizionali come la trazione e il trasporto, ma trova anche il suo posto nel turismo, nel tempo libero, nell'escursionismo e nell'accompagnamento terapeutico.

## Storia
Durante il Medioevo nasce l'asino zamorano-leonese, con la sua distribuzione originale distribuita tra la catena montuosa della Cantabria e i fiumi Cea e Órbango. Molto apprezzato per la sua grande elevazione, adatto alla copertura di fattrici per originare muli, molto utile nelle zone rurali, veniva utilizzato a questo scopo nelle soste, soprattutto nel centro e nell'ovest della penisola. Nel diciannovesimo secolo, così come all'inizio del ventesimo questa razza visse il suo massimo apogeo. Si espansero dalla loro zona iniziale nelle regioni Zamoran di Aliste, Sayago e Alba, alle regioni più orientali della stessa provincia e alle province confinanti di Salamanca e León, allevando alcuni dei loro migliori stalloni in prossimità del limite provinciale di León e Zamora, da cui la razza prende il nome. È a metà del xx secolo quando subisce una netta battuta d'arresto con la meccanizzazione del campo, per ridurre la sua popolazione a circa mille copie, essendo l'80% a Zamora.

Viene coinvolto nella formazione di diverse razze di asini stranieri come l'asino Poitou e l'asino americano.

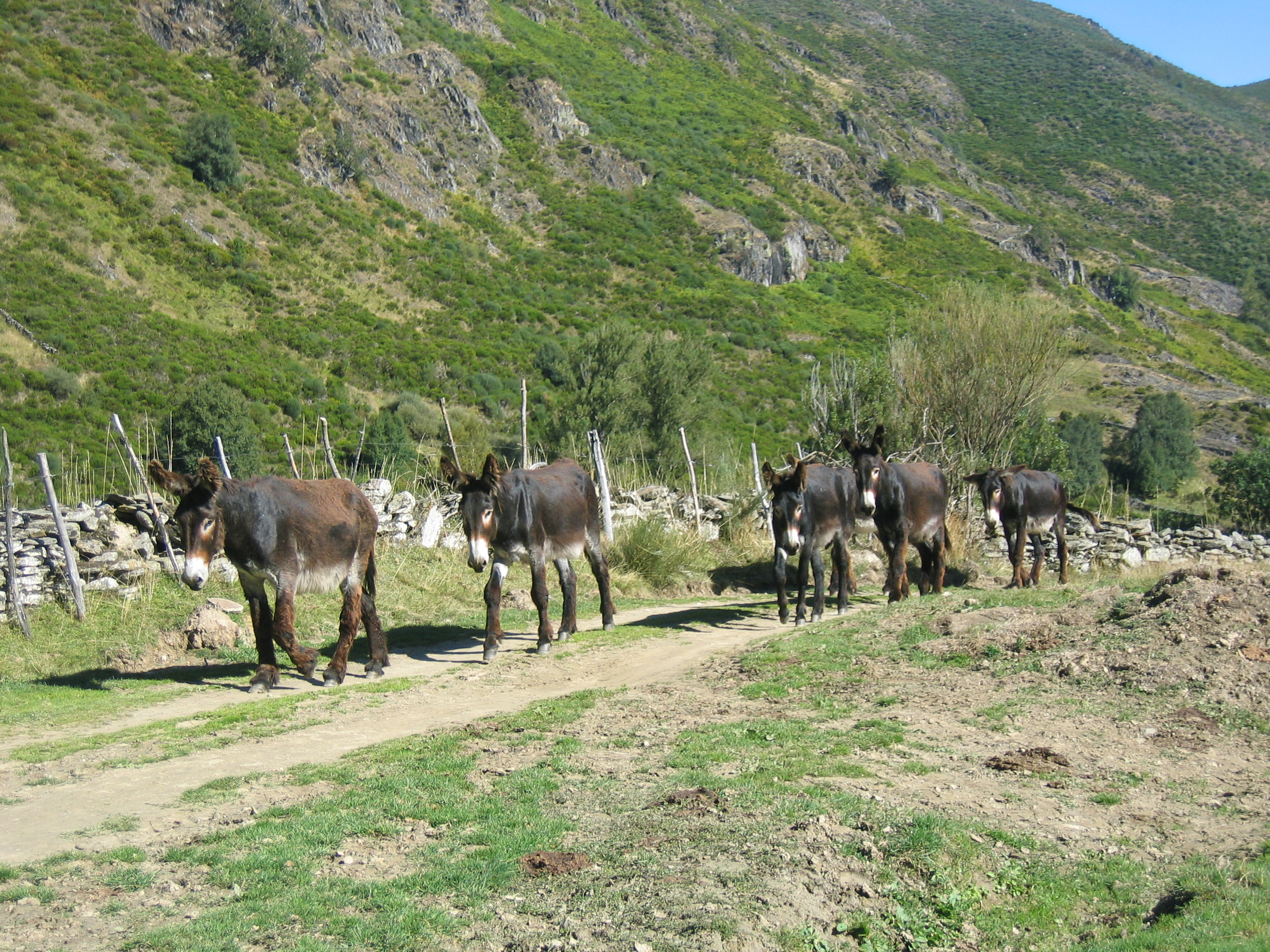
Asini Zamorano-Leones durante una transumanza.

## Descrizione
È un asino grande con una corporatura e uno scheletro robusto. È anche caratterizzato da un pelo ruvido e abbondante. La testa è lunga, alta e larga. Il profilo è concavo con un caratteristico smusso e una potente mascella inferiore. Le sue orecchie sono grandi, larghe, angolate ai lati e coperte da lunghi peli che terminano in ciocche. La scollatura è muscolosa, corta e spessa con orientamento dritto e orizzontale. Si dice anche che abbia un collo di cervo. I suoi arti sono forti e piuttosto corti. Anche la spalla è corta e leggermente obliqua. Il torace è sporgente con uno sterno prominente, affondato e stretto. Il torace è profondo. La schiena è dritta e orizzontale. La groppa è alta e corta, a forma di mandorla. La sua pancia è voluminosa. La coda è spessa alla base e ricoperta di lunghi peli sulla punta. Il dimorfismo sessuale è ben marcato in questa razza. La testa è più piccola nella femmina, così come il suo collo. Il suo mantello è nero o color pece. Il naso ha macchie bianco-argentee e segni bianchi sono presenti sugli occhi così come sul ventre. È un asino con un buon temperamento.

## Utilizzi
Tra gli usi più tradizionali della razza, troviamo quelli del trasporto di persone e carichi in attività zootecniche, agricole e domestiche. Viene utilizzato in agricoltura per arare la terra e, raccogliere tuberi. Queste attività sono praticate ancora oggi, anche se, è stato promosso un uso più culturale. In questo modo, spicca l'uso dell'asino come attrazione per il turismo rurale. Il suo latte viene adoperato  per la produzione di cosmetici e altri prodotti per l'igiene personale.